# Douglas H. Wheelock
Douglas Harry "Wheels" Wheelock (nascut el 5 de maig de 1960) és un astronauta americà. Ha volat dues vegades a l'espai, registrant 178 dies en el Transbordador Espacial, Estació Espacial Internacional, i la Soiuz russa. El 12 de juliol de 2011, Wheelock va anunciar que tornaria al servei actiu amb l'Exèrcit dels Estats Units en suport de l'Operació Enduring Freedom.